# Contracaecum crassicaudatum
Contracaecum crassicaudatum är en rundmaskart. Contracaecum crassicaudatum ingår i släktet Contracaecum och familjen Anisakidae. Inga underarter finns listade i Catalogue of Life.